# Louis-Jean-Baptiste Simonet de Maisonneuve
Louis-Jean-Baptiste Simonet de Maisonneuve est un dramaturge français né à Paris le 22 octobre 1745, où il est mort le 23 février 1819.

## Biographie
Bien que gentilhomme, Maisonneuve était marchand mercier ; il avait vingt-cinq ans quand il composa sa tragédie de Roxelane et Mustapha. La pièce, reçue à l’unanimité par les comédiens, dormit quinze ans dans les archives du théâtre, et l’auteur avait depuis longtemps perdu tout espoir de la voir représenter, lorsqu’il apprit qu’elle était enfin à l’étude. Comme c'était une œuvre de jeunesse, Maisonneuve eut peur que l’inexpérience ne se montrât dans cette pièce, son début, et il fit de vaines démarches pour la retirer. Roxelane, contrairement à ses craintes, obtint un très grand succès (1785).« On y trouve, dit Grimm, un mérite réel, les élans d’une âme douce et sensible, des mouvements et des effets d’une conception vraiment dramatique. »
Maisonneuve fit représenter ensuite Odmar et Zulma (1788), tragédie qui eut peu de succès. Grimm y signale les vers suivants, vers d’une heureuse inspiration et d’une touche ferme : 
Puisqu’il fut malheureux, il doit être sensible...

En cessant d’être roi, j’appris à me connaître...

Un monarque est puissant quand son peuple est heureux...

Il n’a point encor vu les larmes d’une mère...
Maisonneuve voulut encore retirer son ouvrage avant la première représentation. Plus tard, il racontait avec bonhomie qu’il avait dit aux acteurs : « Je viens d’écouter la pièce avec attention ; en bien ! elle m’a ennuyé moi-même. » Il composa ensuite deux autres tragédies : le Siège de Rouen, dont les répétitions furent interrompues par la journée du 10 août, et Narsès, puis deux comédies : le Méfiant et l’Homme sensible et l’insouciant, en cinq actes et en vers (1792), qui eurent des succès d’estime.
On lui doit encore : le Droit de mainmorte aboli dans les domaines du roi, poème (Paris, 1781, in-8°); Lettre d’Adélaïde de Lussan au comte de Comminges, héroïde (Paris, 1781, in-8°). Il fut, en outre, l’éditeur de la Nouvelle bibliothèque de campagne (Paris, 1777, 24 vol. in-12), collabora à l’Almanach parisien vers 1784, et publia quelques vers dans l’Almanach des Muses. En 1824, M. F. Chéron a publié les Œuures choisies de Maisonneuve. Ce recueil comprend, outre des poésies diverses, épîtres, odes, stances, les deux tragédies intitulées : Roxelane et Mustapha, Odmar et Zulma; l’Homme sensible et l’insouciant ou le Faux insouciant, comédie.

## Source
« Louis-Jean-Baptiste Simonet de Maisonneuve », dans Pierre Larousse, Grand dictionnaire universel du XIXe siècle, Paris, Administration du grand dictionnaire universel, 15 vol., 1863-1890 [détail des éditions].